# Jack Hill (attore)
Jack Hill (Roanoke, 12 settembre 1887 – Los Angeles, 22 novembre 1963) è stato un attore statunitense.
Da non confondere con l'omonimo regista e sceneggiatore, Jack Hill fu attore specializzato in brevi ruoli e comparse in film comici girati fra il 1920 e il 1930. In tutta la sua carriera cinematografica, Hill partecipò a numerose pellicole di Laurel & Hardy, nei ruoli di cameriere, facchino o compagno di vecchia data.

## Filmografia parziale
- A Quiet Street (1922)
- A 45 minuti da Hollywood (45 Minutes from Hollywood), regia di Fred Guiol (1926)
- Come mi pento (Sugar Daddies), regia di Fred Guiol (1927)
- Metti i pantaloni a Philip (Putting Pants on Philip), regia di Clyde Bruckman (1927)
- La battaglia del secolo (The Battle of the Century), regia di Clyde Bruckman (1927)
- Lasciali ridendo (Leave 'Em Laughing), regia di Clyde Bruckman (1928)
- Una bella serata (Their Purple Moment), regia di James Parrott (1928)
- Marinai a terra (Two Tars), regia di James Parrott (1928)
- Gli uomini sposati devono andare a casa? (Should Married Men Go Home?), regia di James Parrott e Leo McCarey (1928)
- Cat, Dog & Co. con le Simpatiche canaglie (1929)
- Blue Boy, un cavallo per un quadro (Wrong Again), regia di Leo McCarey (1929)
- Viva la libertà, regia di Leo McCarey (1929)
- Election Day con le Simpatiche canaglie (1929)
- Sotto zero (Below Zero), regia di James Parrott (1930)
- Lo sbaglio (Blotto), regia di James Parrott (1930)
- La Vida Nocturna (versione spagnola di Blotto) (1930)
- Une nuit extravagante (versione francese di Blotto) (1930)
- On the Loose, regia di Hal Roach (1931)
- La bugia (Be Big!), regia di James Parrott (1931)
- Muraglie (Pardon Us), regia di James Parrott (1931)
- I due legionari (Beau Hunks), regia di James W. Horne (1931)
- I gioielli rubati (The Stolen Jools), regia di William C. McGann (1931)
- Pugno di ferro (Any Old Port!), regia di James W. Horne (1932)
- Il compagno B (Pack Up Your Troubles), regia di George Marshall e Raymond McCarey (1932)
- Il circo è fallito (The Chimp), regia di James Parrott (1932)
- Lavori in corso (Busy Bodies), regia di Lloyd French (1933)
- Fra Diavolo (The Devil's Brother), regia di Hal Roach e Charley Rogers (1933)
- Nel paese delle meraviglie (Babes in Toyland), regia di Gus Meins e Charley Rogers (1934)
- Questione d'onore (Tit for Tat), regia di Charley Rogers (1935)
- Gelosia (The Fixer-Uppers), regia di Charley Rogers (1935)
- Gli allegri Scozzesi (Bonnie Scotland), regia di James W. Horne (1935)
- Noi siamo zingarelli (The Bohemian Girl), regia di James W. Horne e Charley Rogers (1936)
- Allegri gemelli (Our Relations), regia di Harry Lachman (1936)
- Sulla strada sbagliata (On the Wrong Trek), regia di Charley Chase (come "Charles Parrott") (1936)
- I fanciulli del West (Way Out West), regia di James W. Horne (1937)
- Scegliete una stella (Pick a Star), regia di Edward Sedgwick (1937)
- Stanlio & Ollio teste dure (Block-Heads), regia di John G. Blystone (1938)
- C'era una volta un piccolo naviglio (Saps at Sea), regia di Gordon Douglas (1940)